# Acanthinula
Acanthinula is een geslacht van weekdieren uit de klasse van de Gastropoda (slakken).

## Synoniem
- Acanthinula tiluana Möllendorff, 1897 => Anaglyphula tiluana (Möllendorff, 1897)